# Lijst van voetbalinterlands Canada - Haïti (vrouwen)
Deze lijst van voetbalinterlands is een overzicht van alle officiële voetbalinterlands tussen de nationale vrouwenteams van Canada en Haïti. De landen hebben tot nu toe vijf keer tegen elkaar gespeeld.

## Wedstrijden
| № | Plaats         | Datum           | Competitie                          | Wedstrijd      | Uitslag |
| - | -------------- | --------------- | ----------------------------------- | -------------- | ------- |
| 1 | Port-au-Prince | 21 april 1991   | Noord-Amerikaans kampioenschap 1991 | Haïti − Canada | 0 − 2   |
| 2 | Victoria       | 30 oktober 2002 | Noord-Amerikaans kampioenschap 1991 | Canada − Haïti | 11 − 1  |
| 3 | Vancouver      | 19 januari 2012 | Olympische Spelen 2012 kwalificatie | Canada − Haïti | 6 − 0   |
| 4 | Winnipeg       | 31 mei 2025     | Vriendschappelijk                   | Canada − Haïti | 4 − 1   |
| 5 | Montréal       | 3 juni 2025     | Vriendschappelijk                   | Canada − Haïti | 3 − 1   |

## Samenvatting
| Competitie                     | Totaal gespeeld | Winst Canada | Gelijk | Winst Haïti | Doelsaldo Canada – Haïti |
| ------------------------------ | --------------- | ------------ | ------ | ----------- | ------------------------ |
| Olympische Spelen kwalificatie | 1               | 1            | 0      | 0           | 6 − 1                    |
| Noord-Amerikaans kampioenschap | 2               | 2            | 0      | 0           | 13 − 1                   |
| Vriendschappelijk              | 2               | 2            | 0      | 0           | 7 − 2                    |
| Totaal                         | 5               | 5            | 0      | 0           | 26 − 4                   |